# Незнайка с нашего двора
«Незнайка с нашего двора» — двухсерийный музыкальный детский телефильм Одесской киностудии режиссёров Игоря Апасяна и Ирмы Рауш 1983 года. Премьера состоялась 2 мая 1984 года.
Фильм стал возвращением в кино братьев Владимира и Юрия Торсуевых после прославившего их дебюта в фильме «Приключения Электроника».
Вопреки названию, фильм никак не связан с трилогией книг Николая Носова о Незнайке, но использует почти всех персонажей из неё. Сюжет же полностью придуман для фильма.

## Сюжет
Группа ребятишек играла у себя во дворе. Позже им стало скучно, и вдруг к ним на велосипеде приехал волшебник. Чтобы некоторые из ребят поверили в волшебников, он устроил им сюрприз:  перенёс их в сказочный мир Незнайки и его друзей, где ребята сами стали героями этой сказки. После такого приключения ребята действительно поверили в волшебников, даже Знайка, который до этого отрицал их существование.

## Производство
Съёмки начались в июне 1983 года. Фильм снимался по заказу Центрального телевидения, режиссёром была назначена не входящая в штат Одесской киностудии Ирма Рауш. Посмотрев отснятый материал, худсовет пришёл в ужас: один из редакторов фильма Елена Марценюк вспоминала, что изначальный сценарий не годился для занятых в фильме детей, так как их персонажи рассуждали о слишком взрослых для их возраста вещах, из-за чего дети-актёры попросту не вытягивали свои роли. В августе съёмки были приостановлены, а Рауш отстранена от работы. Руководство киностудии, оказавшись под угрозой невыполнения производственного плана, срочно начало искать нового режиссёра, который за четыре месяца (фильм нужно было сдать до 31 декабря) согласился бы переписать сценарий и переснять хотя бы большую часть фильма. Игорь Апасян был единственным, кто согласился, и в итоге работал на износ: днём он снимал фильм, а по ночам переписывал сценарий, и в итоге ему удалось закончить и смонтировать фильм в отведённый срок.
В качестве Цветочного города в отдельных сценах использовалась Карантинная стена в парке Шевченко и оставшиеся декорации от фильма «Вольный ветер», съёмки которого шли параллельно.

## В фильме снимались
- Валерик Сонгин — Незнайка
- Андрюша Левищенко — Знайка
- Максим Раевский — Пилюлькин
- Артём Тихомиров — Стекляшкин
- Андрюша Винговатов — Сиропчик
- Артём Гегнер — Пончик
- Серёжа Ефремов — Шпунтик
- Максим Сабиров — Винтик
- Маша Слидовкер — Кнопочка
- Юля Климова — Медуница
- Коля Лосев — Гунька
- Антон Аксаментов — Шурупчик
- Настя Стерлигова — Синеглазка
- Серёжа Назаров — Тюбик
- Маня Попкова — Любопытная
- Аня Ганелина — Любопытная
- Женя Адеев — Пулька
- Владимир и Юрий Торсуевы — Волшебники

### В эпизодах
- Слава Галкин
- Саша Самойлов
- Яна Шлифер
- Леся Аршаруни
- Максим и Никита Звягины
- Серёжа Кульков
- Юля Хин
- Юра Коваленко
- Костя Полумордвинов

## Песни
- Да здравствует сюрприз!
- Дождя не боимся
- Дуэт Пончика и Сиропчика
- Гимн Незнайки и его друзей
- Гимн Знайки и его друзей
- Песня Синеглазки
- Песенка Кнопочки
- Песня Медуницы
- Песня любопытных коротышек
- Где водятся волшебники?

В записи песен принимали участие:
- Государственный симфонический оркестр кинематографии СССР, дирижёр Эмин Хачатурян
- группа Московского камерного хора, художественный руководитель Владимир Минин

Тексты песен — Юрий Энтин
В 1985 году Всесоюзная фирма грамзаписи «Мелодия» выпустила авторскую пластинку Марка Минкова «Привет, Незнайка!», полностью состоящую из песен, звучащих в фильме. А также некоторые из этих песен были выпущены отдельно на одной из гибких пластинок детского журнала «Колобок».

## Съёмочная группа
- Режиссёры: Игорь Апасян, Ирма Рауш
- Сценаристы: Инна Веткина, Юрий Волович
- Оператор: Юрий Пустовой
- Оператор комбинированных съёмок: Юрий Корох
- Композитор: Марк Минков
- Запись музыки: Владимир Виноградов
- Художник: Александр Ганелин